# Fànipal
Fànipal (Belarús Фаніпаль, rus Фаниполь), és una ciutat de la vóblasts o Província de Minsk a Belarús.